# سرطان كماني أورفيلي
سرطان كماني أورفيلي (الاسم العلمي: Uca urvillei) هو نوع من الحيوانات يتبع جنس السرطان الكماني من فصيلة السرطانات الشبحية.